# Jag är ej ensam
Jag är ej ensam är ett studioalbum med Göran Stenlund, utgivet 1968. På albumet medverkar Lennart Jernestrands kör och orkester.

## Låtlista
| 1.  | Jag är ej ensam                  |  |  |  | 2:25 |
| 2.  | Stund efter stund                |  |  |  | 3:46 |
| 3.  | Jag vilar trygg                  |  |  |  | 2:48 |
| 4.  | Ingen min nöd och smärta förstår |  |  |  | 2:26 |
| 5.  | Min Gud kan göra allt            |  |  |  | 2:39 |
| 6.  | Han har öppnat pärleporten       |  |  |  | 3:39 |
| 7.  | En underbar källa                |  |  |  | 3:33 |
| 8.  | Det finns en Gud                 |  |  |  | 2:58 |
| 9.  | Jag ville som blomman            |  |  |  | 2:01 |
| 10. | Långt bortom rymder vida         |  |  |  | 3:09 |
| 11. | Den himmelska sången             |  |  |  | 3:04 |
| 12. | Förunderlig nåd                  |  |  |  | 3:07 |

### Fotnoter
1. ↑  Jag är ej ensam på Svensk mediedatabas
2. 1 2  ”Göran Stenlund – Jag Är Ej Ensam”. Discogs. https://www.discogs.com/G%C3%B6ran-Stenlund-Jag-%C3%84r-Ej-Ensam/release/11486626. Läst 19 oktober 2020.